# Hindu guruk és szentek listája
Neves hinduk listája, beleértve a gurukat, szenteket, jógikat és spirituális vezetőket. A lista közel nem teljes, leginkább a Nyugaton is ismertté vált személyek nevét tartalmazza.
- A. C. Bhaktivedánta Szvámi Prabhupáda[1] (1896–1977)
- Abhinavagupta (kb.:  950–1020)
- Ádi Sankara[2] (sz.:  788–820)
- Advaita Acharya (1434–1539)
- Agastyar [3]
- Akhandanand[4] (1911–1987)
- Akka Mahadevi(kb.: 1130–1160),
- Álvár szentek (700–1000)
- Anandai Ma (1896–1982)
- Anasuya Devī másképp: Jillellamudi Amma (1923–11985)
- Andal (kb.: 767),
- Anukulchandra Chakravarty, másképp: Sree Sree Thakur (sz.: 1888)
- Arunagirinathar (15. század)
- Asaram Bapu (sz.: 1941)[5]
- Avvaiyar (1. és 2. század),
- Ayya Vaikundar (1809–1851)
- Baba Hari Dass (1923–2018)
- Bahinabai (1628–1700),
- Bamakhepa, or Bamakhyapa/ Bamdev Bhairav (1837–1911)
- Basava (1105 CE–1167 CE)
- Bhadase Sagan Maraj (1920–1971), (Trinidad és Tobago)
- Dhanna jatt (sz.: 1415)
- Bhagawan Nityananda[6] ( 1897–1961)
- Bhakti Charu Swami (sz.: 1945)
- Bhakti Tirtha Swami[7] (1950–2005)
- Bhaktisiddhanta Sarasvati (1874 – 1937)
- Bhaktivinoda Thakur (1838 – 1914)
- Bhaskararaya (1690-1785)
- Bijoy Krishna Goswami (1841–1899)
- Brahma Chaitanya, másképp: Gondavalekar Maharaj (1845–1913)
- Brahmanand Swami (1772–1832)
- Brahmananda Saraswati[8] (1868–1953)
- Chaitanya Mahaprabhu[9] (1486–1534)
- Chandrashekarendra Saraswati (1894–1994)
- Chandrashekhara Bharati III (1892–1954)
- Charan Singh (Radha Soami Sant Satguru) (1916–1990)
- Chattampi Swamikal (1853–1924)
- Chinananda Saraswati (1916–1993)
- Chokhamela (14. század)
- Dada Bhagwan, (1908–1988)[10]
- Damodardev (kb.: 1488–1598)
- Dayananda Saraswati (Ärsha Vidya)  (1930–2015)
- Dayananda Saraswati, founder of Arya Samaj (1824–1883)
- Dnyaneshwar[11] (1275–1296)
- Drona (mítikus)
- Eknath (1533–1599)
- Eknath Easwaran (1910–1999)
- Gagangiri Maharaj (1906–2008)
- Gajanan Maharaj (kb.:  19. század)
- Ganapati Muni (kb.:  1878 – kb.: 1936)
- Gaurakisora Dasa Babaji (1838–1915)
- Gnanananda Giri[12] (kb.:  early 19. század)
- Gopala Bhatta Goswami (1503–1578)
- Gopala Krishna Goswami[13] (sz.: 1944)
- Gopalanand Swami (1781–1852)
- Gopi Krishna (yogi) (1903–1984)
- Gora Kumbhar (kb.:  1267–kb.: 1317)
- Gorakhnath (kb.:  10. vagy 11. század)
- Gulabrao Maharaj (1881 – 1915 )
- Gunatitanand Swami (1785–1867)
- Gurinder Singh (Radha Soami Sant Satguru) (sz.: 1954)
- Gurui Chidvilasananda[14] (sz.: 1955)
- Hans Ji Maharaj (1900–1966)
- Haridasa Thakur (sz.: 1451)
- Haridasa Thakur[15][16] (sz.: 1451 or 1450)
- Hariharananda Giri, (Paramahamsa Hariharananda) (1907–2002)
- Isaignaniyar (kb.: 7. század),
- Jagannatha Dasa Babaji (1776–1894)
- Jaggi Vasudev (sz.: 1957)
- Jaimal Singh (Radha Soami Sant Satguru) (1839–1903)
- Janabai (kb.:  13. század),
- Dzsiddu Krisnamúrti (1895–1986)
- Jiva Goswami (kb.:  1513–1598)
- Kabir (kb.:  15. század) szent és misztikus
- Kanakadasa (1509–1609)
- Kanhopatra (kb.:  15. század),
- Kanwar Saheb
- Karaikkal Ammaiyar (kb.:  6. század),
- Khatkhate Baba (1859–1930)[17]
- Kripalu Maharaj (1922–2013)
- Krishnadasa Kaviraja (sz.: 1496)
- Krishnananda Saraswati (1922–2001)
- Lahiri Mahasaya, (Shyamacharan Lahiri)[18] (1828–1895)
- Lakshmanananda Saraswati (1926–2008)
- Lalleshwari (kb.: 1320–1392),
- Madhavdev (kb.:  1489–kb.:  1596)
- Madhva vagy Madhvacharya ( 13. sz., kb.:  1238–1317) [19]
- Mahant Swami Maharaj (sz.: 1933)
- Maharishi Mahesh Yogi[20] (1918–2008)
- Mahavatar Babaji[21] (18.–19. század)
- Mangayarkkarasiyar (kb.:  7. század)
- Manik Prabhu
- Mata Amritanandamayi[22] vagy Amma, "az ölelő szent" (sz.: 1953)
- Matsyendranath (kb.:  10. század)
- Meera (kb.: 1498–1547)
- Mehi (1885–1986)
- Mirra Alfassa (1878–1973)
- M. K. Gandhi vagy másképp: Mahátma Gandhi (1869-1948)
- Morari Bapu (sz.: 1946)
- Meera anya[23] (sz.:  1960)
- Muktabai (kb.: 1279–1297)
- Muktanand Swami (1758–1830)
- Muktananda[14] (1908–1982)
- Namdev (kb.: 1270–1350)
- Narasimha Saraswati(1378–1459)
- Narayan Maharaj[24] (1885–1945)
- Narayana Guru [25] (kb.: 1854–1928)
- Narayanprasaddasji Swami (1921–2018) másképp: Tapomurti Shastri Swami
- Narottama Dasa (sz.: 1466)
- Narsinh Mehta (1414–1481) másképp: Narsi Mehta vagy Narsi Bhagat
- Nayakanahatti Thipperudra Swamy (kb.: 15-16. század) másképp: Nayakanahatti Thippeswamy
- Nayanmars szentek (700–1000)
- Neem Karoli Baba[26] ( –1973)
- Nigamananda Paramahansa[27] (1880 – 1935)
- Nimbarka[28] (kb.: 13. század)
- Niranjanananda (kb.: 1862–1904)
- Nirmala Srivastava, másképp: Shri Mataji Nirmala Devi (1923–2011)
- Nisargadatta Maharaj[29](1897–1981)
- Nishkulanand Swami (1766–1848)
- Nityananda Prabhu (sz.: 1474)
- Om Swami (sz.: 1979)
- Osho vagy másképp: Bhagwan Sree Rajneesh, (1931-1990)
- Panth Maharaj (1855 – 1905)
- Paramahansa Yogananda[30] (1893–1952)
- Pattinathar (kb.: 10. vagy 14. század)
- Pavhari Baba ( –1898)
- Potuluri Virabrahmendra Swami (kb.:  17. század)
- Prabhat Ranjan Sarkar, másképp: Shrii Shrii Anandamurti (1921–1990)
- Pramukh Swami Maharaj[31] (1921–2016)
- Pranavananda, másképp: Yugacharya Srimat Swami Pranavananda Ji Maharaj (1896–1941)
- Pranavanda Saraswati (1908–1982)
- Prem Rawat, másképp: Maharaji, Guru Maharaj Ji, és  Balyogeshwar (sz.: 1957)
- Radhanath Swami  (sz.: 1950)
- Raghavendra Swami[32] (1595–1671)
- Raghunatha Bhatta Goswami (1505–1579)
- Rakeshprasad[33] (sz.: 1966)
- Ram Thakur  (1860–1949)
- Rama Tirtha (1873–1906)
- Ramakrishna[34] (1836–1886)
- Ramalinga Swamigal (1823-1874)
- Ramana Maharshi[35] (1879–1950)
- Ramanuja (kb.: 1017–1137)
- Ramprasad Sen (18. sz.)
- Rupa Goswami (1489–1564)
- Sahadeo Tiwari (1892–1972), (Trinidad és Tobago)
- Santadas Kathiababa (1859-1935)
- Sai Baba of Shirdi (1838–1918)
- Samarth Ramdas (1608–1681)
- Sanatana Goswami (1488–1558)
- Sankardev (kb.: 1449–1568)
- Sant Charandas (1703–1782)
- Sant Nirmala (kb.:  14. század)
- Sant Soyarabai (kb.:  14. század)
- Satchidananda Saraswati (1914–2002)
- Sathya Sai Baba (1926–2011)
- Satnarayan Maharaj (sz.: 1931) (Trinidad és Tobago)
- Satsvarupa dasa Goswami[36] (sz.: 1939)
- Satya Narayan Goenka (1924–2013)
- Satyananda Giri (1896–1971)
- Satyananda Saraswati (1923–2009)
- Sawan Singh (Radha Soami Sant Satguru) (1858–1948)
- Seshadri Swamigal (1870–1929)
- Shiv Dayal Singh másképp: "Soamiji Maharaj" (1818–1878)
- Shivabalayogi (1935–1994)
- Shreedhar Swami (1908–1973)
- Shripad Shri Vallabha
- Shriram Sharma (1911–1990)
- Sitaramdas Omkarnath (1892–1982)
- Sivananda Saraswati vagy másképp Szvámi Sivánanda (1887 – 1963)
- Sivaya Subramuniyaswami[37] ( 1927–12001)
- Soham Swami ( –1918)
- Sopan (kb.:  13. század)
- Sri Aurobindo (1872–1950)
- Sri Chinmoy[38] (1931–2007)
- Sri M (sz.: 06. November 1948)
- Sri Sri Ravi Shankar (sz.: 1956)
- Sudhanshu Ji Maharaj (sz.: 1955)
- Surdas (kb.: 15. sz.)
- Swami Abhedananda (1866–1939)
- Swami Bhoomananda Tirtha (sz.: 1933)
- Swami Chidbhavananda (1898–1985)
- Swami Janakananda (sz.: 1939)
- Swami Keshwanand Satyarthi (sz.: 1943) (Paramhans Satyarthi Mission)
- Swami Maheshwarananda (sz.: 1945)
- Swami Nithyananda (sz.: 1978 vagy 1977)
- Swami Purnachaitanya (sz.: 1984)
- Swami Rama (1925–1996)
- Swami Ramanand (kb.: 1738–1802)
- Swami Ramdas (1884–1963)
- Swami Samarth
- Swami Vivekananda (1863–1902)
- Swaminarayan (1781–1830)
- Swarupanand (1884–1936)
- Swarupananda (1871–1906)
- Tibbetibaba ( –1930)
- Trailanga (1607–1887)
- Tukaram (kb.:  1608–1649)
- Tulsidas (1532–1623) másképp: Goswami Tulsidas
- Upasni Maharaj  (1870–1941)
- Uppaluri Gopala Krishnamurti (1918–2007)
- Vallabha Acharya[39] (1479–1531)
- Vethathiri Maharishi  (11911–2006)
- Vidyaranya (kb.:  1268–kb.:  1386)
- Vinoba Bhave (1895–1982)
- Vishuddhananda Paramahansa (1853–1937)
- Yogaswami (1872–1964)
- Yogi Ramsuratkumar (1918–2001)
- Yukteswar Giri (1855–1936)